# Spilomalus biquadratus
Spilomalus biquadratus är en stekelart som först beskrevs av Thomas Vernon Wollaston 1858.  Spilomalus biquadratus ingår i släktet Spilomalus och familjen puppglanssteklar. Inga underarter finns listade i Catalogue of Life.